# Shinigami
Shinigami (死神 Shinigami?, în traducere "zeu al morții" sau "înger al morții") este numele japonez pentru personificarea morții, mai exact a morții cu coasa, importată în Japonia din Europa în perioada  Meiji. Această imagine a morții a fost adoptată rapid de japonezi, iar la început a apărut în opere de artă denumite "Shinigami" și Ehon Hyaku Monogatari (cartea cu poze de 100 de cuvinte) a lui Shunsen Takehara.
Termenul de shinigami se mai folosește la figurat pentru a se referi la o zeitate a morții. Pare a fi un termen recent însă, deoarece aparține religiei Șinto și apare rar în folclor.
În prezent shinigami apar frecvent în ficțiune și opere originale.

## Alte zeități japoneze a morții
Următoarele sînt zeități japoneze a morții, dar nu sînt de regulă categorisiți ca shinigami:
- Enma (　-ō, -daiō)

Enma, cunoscut și ca Yama, este o zeitate budistă care judecă morții și îi recompensează sau îi pedepsește în viața de apoi Jigoku.
- Izanami

O zeiță din șintoism, nevastă a lui Izanagi. Izanami este o zeiță a creației care mai tîrziu devine a morții.

## Shinigami în Japonia contemporană
O legendă urbană populară din Japonia este că tunelul Shirogane din Meguro, Tokyo ar trebui evitat, fiindcă ar fi poarta folosită de shinigami între tărâmul viilor și al morților. Au existat relatări despre fețe care țipau apărând în siluetele stâlpilor tunelului.

## Personaje în media
Probabil prima apariție a termenului în cultura japoneză a fost într-o piesă rakugo intitulată Shinigami. Se crede că această piesă este bazată pe opera italiană Crispino e la Comare, care la rândul ei are fundamente pe o poveste germană Der Gevatter Tod culeasă de frații Grimm.
Personajele shinigami apar des în cultura modernă japoneză. Aceste personaje sunt de regulă prezentate a avea puteri supranaturale, fiind uneori capabili să aducă sufletele decedaților în lumea morților. Shinigami apar în următoarele opere ficționale:
- În Bleach, shinigami (traduși ca ,,hoți de suflete" în adaptări engleze și românești) guvernează cursul spiritelor dintre lumea celor vii și lumea spiritelor. Printre datoriile lor se numără trimiterea spiritelor normale în Soul Society și purificarea hollow-urilor , spirite umane care își pierd sufletele și devin monștri care devorează alte suflete. Aparența fizică a unor shinigami din Bleach este sub formă de oameni născuți în Soul Society sau oameni care au murit în lumea umană și au ajuns acolo, după care au urmat cursul academiei pentru shinigami.

- În Death Note, shinigami trăiesc în propria lor dimensiune, dar, în loc să protejeze oamenii, aceștia îi omoară pentru a-și prelungi viața. Pentru a omorî pe cineva, ei (shinigami) trebuie să scrie numele unui om într-un carnet, cunoscut ca Death Note. Acest carnet supranatural le permite să pună capăt vieții unui om înainte de vreme, adăugând durata de viață rămasă a omului la propriile lor vieți (de exemplu, un om care ar fi trăit până la șaizeci de ani, dar este ucis la patruzeci, ar adăuga douăzeci de ani la durata de viată a shinigami). În acest mod, un Shinigami poate prelungi viața lor pe termen nelimitat, și poate supraviețui fiind împușcat în cap sau înjunghiat fără nici un disconfort. Pentru a ajuta la acest lucru, ochii lor le permit a vedea numele și durata de viată rămasă a oamenilor dacă aceștia  văd fața victimelor. Singurul mod în care un Shinigami poate muri în această operă este ca acesta să mărească intenționat durata vieții unui om, ca rezultat a afecțiunii pentru acesta.

- În Soul Eater, Shinigami este directorul școlii tehnice Shibusen pentru maeștri de arme. Deoarece are un fiu, shinigami-ul nu mai vânează suflete, stabilindu-se în Death City. El este directorul Shibusen, adăugând numele sufletelor care trebuiesc recoltate pe lista sa. Acest shinigami se aseamănă mai mult cu moartea cu coasă decât cu o zeitate normală, deoarece obișnuia să devoreze sufletele oamenilor răi.

- În Naruto, Shinigami este o zeitate-monstru, îmbrăcată într-o robă albă, ce poate fi invocat folosind o tehnică cunoscută drept Dead Demon Consuming Seal.

- In Teenage Mutant Ninja Turtles apare un personaj feminin care poartă numele de "Shinigami", ea fiind o bună luptătoare în arta ninjutsu, antrenată de la o vârstă fragedă si pricepută în mânuirea unei kusarigama.
- În Full Moon Wo Sagashite, Shinigami sunt duhuri de oameni care s-au sinucis și sunt pedepsite cu sarcina de a colecta suflete. Dacă un shinigami își amintește pe  deplin viața sa din trecut înainte de a deveni un shinigami pe deplin(dobândirea aripilor), el sau ea dispare și devine o fantomă.

- Balada unui Shinigami, eroina principală Momo este o interptretare modernă a unui Shinigami.